# Ilie Beleuță
Ilie Beleuță (n. 2 martie 1878, Mândra, jud. Brașov - d. 19 noiembrie 1972, Mândra, jud. Brașov) a fost un deputat în Marea Adunare Națională de la Alba Iulia, organismul legislativ reprezentativ al „tuturor românilor din Transilvania, Banat și Țara Ungurească”, cel care a adoptat hotărârea privind Unirea Transilvaniei cu România, la 1 decembrie 1918.:p. 132

## Biografie
Ilie Beleuță s-a născut la 2 martie 1878 în satul Mândra, fostul județ Făgăraș, astăzi Brașov. A studiat teologia la Sibiu, după care a fost preot ortodox. A decedat la 19 noiembrie 1972, în satul natal.:p. 132

## Activitatea politică

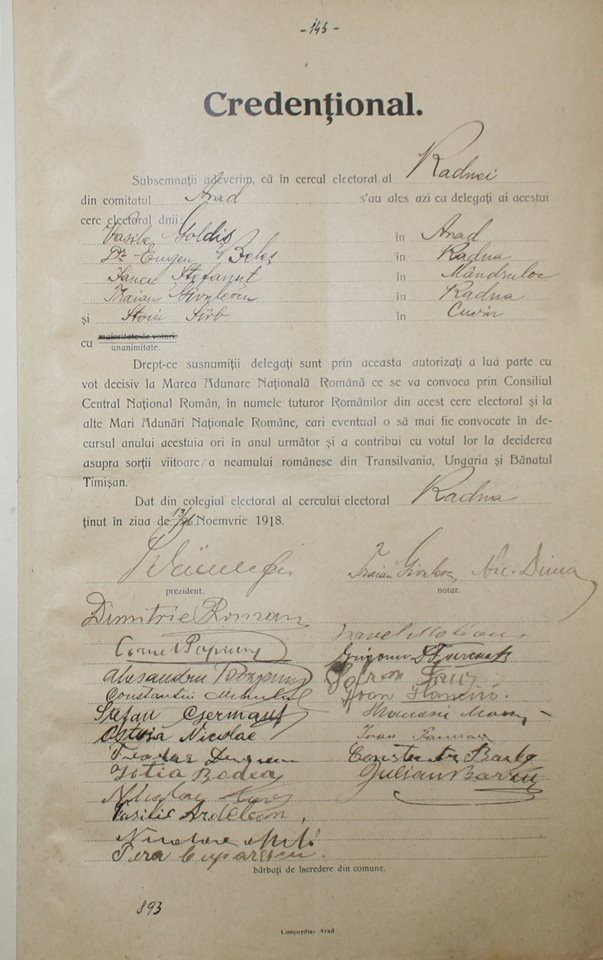
Credențional

A participat la Marea Adunare Națională de la Alba Iulia din 1 decembrie 1918 ca delegat al „Reuniunii femeilor română din Făgăraș și din jur”.:p. 132